# Лалонд, Дерек
Дерек Лалонд (род. 18 августа 1972 года) — американский хоккейный тренер. С 30 июня 2022 года до 26 декабря 2024 года являлся главным тренером клуба НХЛ «Детройт Ред Уингз».

## Игровая карьера
Лалонд играл в хоккей в колледже за команду «Кортленд Стэйт» в качестве вратаря с 1991 по 1994 год. Он получил степень бакалавра физической культуры, а позже получил степень магистра гуманитарных наук в области управления образованием в Массачусетском колледже гуманитарных наук.

## Тренерская карьера
Тренерская карьера Лалонда началась в качестве ассистента выпускника Массачусетского колледжа гуманитарных наук с 1995 по 1997 год. В 1998 году Лалонд начал двухлетнюю работу помощником тренера в колледже Ливан-Вэлли, а затем два сезона работал ассистентом в колледже Гамильтона.
Лалонд работал помощником тренера в Государственном университете Ферриса с 2002 по 2006 год и в Университете Денвера с 2006 по 2011 год. С 2011 по 2014 год он работал главным тренером в команде «Грин-Бей Гэмблерс» из Хоккейной лиги США (USHL), где его рекорд составил 114-56-8-6. Он был назван тренером года USHL в 2012 году после того, как «Гэмблерс» установили рекорд 47-9-2-2 и выиграли четвёртый титул Кубка Кларка для «Гэмблерс». В 2013 году Лалонд работал тренером в лагере развития «Тампа-Бэй Лайтнинг».
Затем он работал главным тренером «Толидо Уоллай» в ECHL с 2014 по 2016 год. Он привёл «Толидо» к рекорду 97-35-7-5 и двум последовательным титулам Кубка Брэбэма в качестве чемпиона регулярного сезона ECHL. В своём первом сезоне в 2014 году он привёл «Толидо» к рекорду 50-15-5-2 и получил премию Джона Брофи как тренер года по версии ECHL.
Затем он работал главным тренером команды «Айова Уайлд» из Американской хоккейной лиги (АХЛ) с 2016 по 2018 год, где установил рекорд 69-58-17-8.
Он работал помощником тренера в клубе НХЛ «Тампа-Бэй Лайтнинг» с 2018 по 2022 год, помогая команде последовательно выигрывать Кубок Стэнли в 2020 и 2021 годах.
30 июня 2022 года был назначен главным тренером клуба НХЛ «Детройт Ред Уингз». 26 декабря 2024 года был уволен.

## Статистика
| Команда                   | Сезон   | Регулярный сезон | Регулярный сезон | Регулярный сезон | Регулярный сезон | Регулярный сезон | Регулярный сезон | Регулярный сезон | Регулярный сезон | Регулярный сезон |    | Плей-офф | Плей-офф | Плей-офф | Плей-офф | Плей-офф                        | Плей-офф |
| Команда                   | Сезон   | И                | В                | П                | ПО/ПБ            | ВО/ВБ            | О                | ЗШ               | ПШ               | Результат        | И  | В        | П        | ЗШ       | ПШ       | Результат                       |          |
| Толидо Уоллай             | 2014-15 | 72               | 50               | 15               | 5                | 2                | 107              | 281              | 182              | 1-е              | 21 | 11       | 10       | 64       | 57       | Проиграли в 1/2 финала          |          |
| Толидо Уоллай             | 2015-16 | 72               | 47               | 20               | 2                | 3                | 99               | 225              | 174              | 1-е              | 7  | 3        | 4        | 19       | 22       | Проиграли в 1/8 финала          |          |
| Айова Уайлд               | 2016-17 | 76               | 36               | 31               | 7                | 2                | 81               | 182              | 196              | 6-е              | —  | —        | —        | —        | —        | Не участвовали                  |          |
| Айова Уайлд               | 2017-18 | 76               | 33               | 27               | 10               | 6                | 82               | 232              | 246              | 5-е              | —  | —        | —        | —        | —        | Не участвовали                  |          |
| Тампа-Бэй Лайтнинг (асс.) | 2018-19 | 82               | 62               | 16               | 5                | —                | 128              | 325              | 222              | 1-е              | 4  | 0        | 4        | 8        | 19       | Проиграли в 1/8 финала          |          |
| ------------------------- | ------- | ---------------- | ---------------- | ---------------- | ---------------- | ---------------- | ---------------- | ---------------- | ---------------- | ---------------- | -- | -------- | -------- | -------- | -------- | ------------------------------- | -------- |
| Тампа-Бэй Лайтнинг (асс.) | 2019-20 | 70               | 43               | 21               | 6                | —                | 92               | 245              | 195              | 2-е              | 25 | 18       | 7        | 78       | 57       | Победа в финале Кубка Стэнли    |          |
| Тампа-Бэй Лайтнинг (асс.) | 2020-21 | 56               | 36               | 17               | 3                | —                | 75               | 181              | 147              | 3-е              | 23 | 16       | 7        | 75       | 45       | Победа в финале Кубка Стэнли    |          |
| Тампа-Бэй Лайтнинг (асс.) | 2021-22 | 82               | 51               | 23               | 8                | —                | 110              | 287              | 233              | 3-е              | 23 | 14       | 9        | 67       | 61       | Проиграли в финале Кубка Стэнли |          |
| Детройт Ред Уингз         | 2022-23 | 82               | 35               | 37               | 10               | —                | 80               | 240              | 279              | 7-е              | —  | —        | —        | —        | —        | Не участвовали                  |          |
| Детройт Ред Уингз         | 2023-24 | 82               | 41               | 32               | 9                | —                | 91               | 278              | 274              | 5-е              | —  | —        | —        | —        | —        | Не участвовали                  |          |

## Награды
- Тренер года ECHL: 2011-12
- Кубок Кларка (чемпион USHL): 2012 г.
- Премия Джона Брофи (тренер года ECHL): 2014-15
- Обладатель Кубка Стэнли: 2020, 2021